# Helmut Newton
Helmut Newton, numele la naștere Helmut Neustädter (n. 31 octombrie 1920, Berlin, Republica de la Weimar – d. 23 ianuarie 2004, Los Angeles, California, SUA) a fost un fotograf de modă germano-australian care a devenit faimos mai ales datorită fotografiilor sale a nudurile feminine.
Newtown s-a născut ca fiu al proprietarului germano-evreu al unei fabrici de nasturi și al unei americance. Mama sa a studiat la Newton-Heinrich von Treitschke-Realgymnasium și la Școala Americană din Berlin. Interesat de fotografie de la o vârstă fragedă, Helmut Newton a lucrat cu fotograful german Yva (Else Neulander Simon). În 1938, Newton a părăsit Germania pentru a scăpa de persecuție și a lucrat pentru scurt timp în Singapore ca fotograf de la Straits Times (cf. de.wiki a fost dat afară după două săptămâni pentru inepție), înainte de a ajunge în final la Melbourne, Australia.

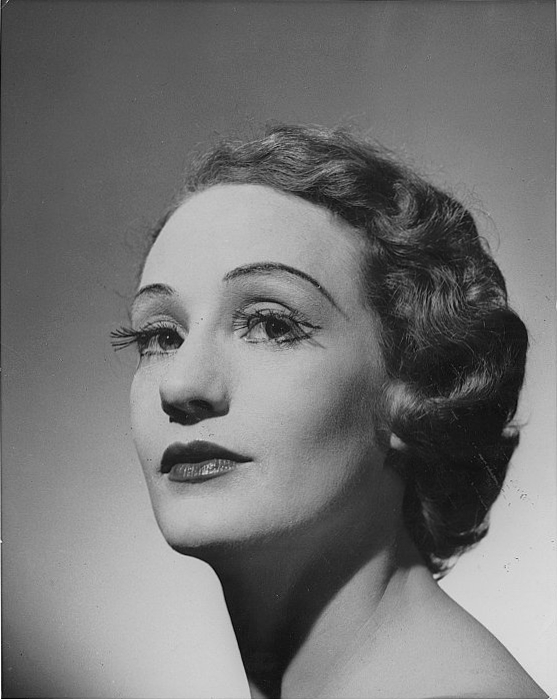
Portret al lui Helmut Newton din 1952 al Laurel Martyn, Biblioteca Națională din Australia

Odată ajuns în Australia, a fost mai întâi pus sub observație, împreună cu mulți alți "străini inamici", înainte de a servi în Armata Australiei în cel de-al doilea război mondial ca șofer de camion. În 1946, Newton a înființat un studio fotografic la Flinders Lane unde a lucrat în principal ca fotograf de modă în anii prosperi de după război. În 1948, Newton s-a căsătorit cu actrița June Browne, care mai târziu a devenit un fotograf de succes, sub pseudonimul ironic "Alice Springs" (numele unui oraș central australian). Newton a obținut, de asemenea, naționalitatea australiană. S-a asociat apoi cu fotograful Henry Talbot în 1956, și această asociere a continuat chiar și după 1959, când a părăsit Australia pentru Londra. Studioul foto a fost redenumit "Helmut Newton și Henry Talbot".
Newton s-a stabilit la Paris în 1961 și a început să lucreze pentru un timp ca fotograf de modă. Lucrările sale au apărut în reviste, inclusiv în Vogue. El a stabilit un anumit stil aparte marcat de erotism, scene stilizate, adesea cu subtexte sado-masochistice și fetișiste. Un atac de cord, din 1970, l-a încetinit oarecum, dar mai apoi și-a extins activitatea și notorietatea. Faima sa a crescut exponențial, mai ales după seria din anii 1980 "Big Nudes", care a marcat apogeul stilului său erotic-urban, susținut de excelente aptitudini tehnice. Newton a mai lucrat la studii de portrete și fotografii de fantezie producând fotografii memorabile.
Fiind extrem de mândru de orașul său natal Berlin, în octombrie 2003, Helmut Newton a donat o vastă colecție de fotografii Fundației de Moștenire Culturală Prusacă. Această colecție este în prezent expusă la Muzeul de Fotografie din Berlin, aflat aproape de gară și gradina zoologică.
În ultimii ani ai vieții, Newton a trăit la Monte Carlo și în Los Angeles. Fotograful a decedat atunci când mașina sa s-a lovit de un zid aflat pe o alee către vestitul hotel Chateau Marmont, de pe Sunset Boulevard, care timp de mai mulți ani i-a servit ca reședință în California de Sud. S-a speculat că Newton ar fi suferit un atac de cord în momentul dinaintea coliziunii. Cenușa sa este îngropată alături de cea a Marlenei Dietrich, la Städtischer Friedhof III în Berlin.